# Katia Godinho Gilaberte
Katia Godinho Gilaberte GCRB (Rio de Janeiro, 3 de novembro de 1954) é uma diplomata brasileira. Atualmente, é chefe do Escritório de Representação do Itamaraty no Nordeste. Foi embaixadora do Brasil na República da Eslovênia.

## Biografia

### Formação Acadêmica
Em 1982, formou-se em Direito pela Associação de Ensino Universitário do Distrito Federal. 

### Vida pessoal
Nasceu no Rio de Janeiro, filha de Sylvio Gilaberte e Terezinha Godinho Gilaberte. 

### Carreira Diplomática
Ingressou na carreira diplomática em 1977, no cargo de Terceira Secretária, após ter concluído o Curso de Preparação à Carreira de Diplomata do Instituto Rio Branco. 
Foi inicialmente lotada na Divisão da Organização dos Estados Americanos, onde trabalhou de 1977 a 1982, tendo sido promovida a segunda-secretária em 1979. Em 1983, foi assistente da Divisão de Organizações Internacionais e, no ano posterior, foi removida para a Embaixada do Brasil em Tóquio. No ano de 1986, foi promovida a primeira-secretária. De 1987 a 1990, viveu em Bonn, onde trabalhou na Embaixada do Brasil na Alemanha. 
Em seu regresso a Brasília, passou a ser subchefe da Divisão de Ciência e Tecnologia, função que ocupou até 1992, quando se tornou subchefe e, posteriormente, chefe da Divisão de Política Financeira e Desenvolvimento. No mesmo ano, foi promovida a conselheira.
Em 1995, assumiu a chefia de Gabinete da Subsecretaria de Assuntos Políticos e defendeu tese no Curso de Altos Estudos do Instituto Rio Branco, intitulada “Acordos de Promoção e Proteção Recíproca de Investimentos”, requisito para ascensão funcional na carreira. Ocupou, entre 1997 e 1999, a chefia da Divisão do Mercado Comum do Sul. Em 1997, foi promovida a ministra de Segunda Classe. No ano de 1999, foi cedida ao Ministério da Ciência e Tecnologia, com vistas a ocupar o cargo de chefe da Assessoria Internacional.
De 2001 a 2005, exerceu a função de ministra-conselheira na Embaixada do Brasil em Moscou. Em seguida, foi designada Embaixada do Brasil no Senegal, com cumulatividade na Gâmbia e Mauritânia. No ano de 2006, foi promovida a ministra de primeira classe, mais alto grau na hierarquia da carreira diplomática brasileira.
Em 2010, foi designada cônsul-geral do Consulado Geral em Bruxelas, função que ocupou até 2014, quando assumiu a chefia da Embaixada do Brasil em Liubliana. Desde 2018, ocupa a função de chefe do Escritório de Representação do Itamaraty no Nordeste. 
É fotógrafa amadora e contista. Publicou em 2005, o livro “Coração na Estrada”, que reúne registros de viagens pelo mundo ao longo de 40 anos. Em 2007 e 2008, foi premiada no concurso promovido pela OFF-Flip de Literatura de Paraty, com os contos “Travessia” (2º lugar) e “Depois da Chuva” (9º lugar).